# Calliactis japonica
Calliactis japonica är en havsanemonart som beskrevs av Oscar Henrik Carlgren 1928. Calliactis japonica ingår i släktet Calliactis och familjen Hormathiidae. Inga underarter finns listade i Catalogue of Life.